# Dixanaene lepidocaena
Dixanaene lepidocaena là một loài bướm đêm thuộc phân họ Arctiinae, họ Erebidae.